# Чжилійська кліка
Чжилійська кліка (кит.: 直(隸)系軍閥; піньїнь: Zhí (Lì) Xì Jūn Fá) — одна з клік, на які розпалось угруповання бейянських мілітаристів після смерті Юань Шикая.
Кліка мала перевагу в центральному пекінському уряді в 1920-1924 роках. Лідери кліки неодноразово очолювали уряд. Зокрема лідерами кліки були президенти Фен Гочжан і Цао Кунь. В уряді кліка боролась за вплив з Аньхойською й Фентянською кліками. Те протистояння супроводжувалось інтригами та збройними сутичками.

## Історія
Первинно лідером кліки був Фен Гочжан, а після його смерті 1919 року — У Пейфу і Цао Кунь, які походили з провінції Чжилі (сучасний Хебей), від чого й отримала назву Чжилійської. Територіальною базою кліки були провінції Чжилі, Хенань, Хубей і Хунань. Кліка займала антияпонську позицію й мала фінансову підтримку англійських та американських капіталістів.
Після смерті Юань Шикая 1917 року спалахнула урядова криза. Президент Лі Юаньхун відправив у відставку прем'єр-міністра Дуань Ціжуя. Після цього віддані прем'єру губернатори почали вимагати відставки президента, до Пекіну в червні ввійшов Чжан Сюнь, який 1 липня відновив монархію, поставивши на трон імператора Пуї. Дуань Ціжуй зібрав війська та штурмував Заборонене місто, відновивши республіку 12 липня та повернувши собі посаду прем'єр-міністра, при цьому тимчасовим президентом став Фен Гочжан. В уряді виникло протистояння, що призвело до утворення Чжилійської кліки (Фен Гочжана) й Аньхойської кліки Дуань Ціжуя.
1918 року відбулись вибори, за результатами яких переконливу перемогу здобули прибічники Дуань Ціжуя. Фен Гочжана змусили піти у відставку, а президентом став нейтральний Сюй Шічан, якого підтримувала Аньхойська кліка. Цао Кунь від Чжилійської кліки не зміг отримати посаду віце-президента, що призвело до серйозного розколу. Дуань Ціжуй залишив пост прем'єра, втім зберіг потужну армію.
Фен Гочжан помер наприкінці 1919 року, й лідером кліки стали Цао Кунь та У Пейфу, які почали вести боротьбу проти Аньхойської кліки.
В липні 1920 року спалахнула чжилійсько-аньхойська війна, що завершилась нищівною поразкою Аньхойської кліки. На боці Чжилійської кліки виступав глава Фентянської кліки Чжан Цзолінь. Основна битва відбувалась 14-17 липня. Аньхойці виступали на два фронти. У Пейфу зумів прорвати західний фронт і розгромити його. Після поразки командувач східного фронту Сюй Шучжен утік, залишивши армію. За два дні Дуань Ціжуй подав у відставку, й 23 липня чжилійські війська ввійшли до Пекіна.
Здобувши перемогу, Чжилійська кліка захопила контроль над центральним Пекінським урядом й утримувала владу до 1924 року.
1922 року погіршились її стосунки з фентянською клікою. У війні, що почалась наприкінці квітня 1922 року, армія під командуванням У Пейфу розбила війська фентянської кліки. За сприяння британського консула було укладено перемир'я та встановлено кордон у Шаньхайгуані, фентяньських представників було виведено з пекінського уряду.
Цао Кунь зайняв пост президента республіки та був визнаний більшістю країн. Натомість військові аналітики були переконані, що невдовзі Чжилійська кліка здійснить об'єднання Китаю. 1924 року конфлікт у зв'язку з контролем над Шанхаєм призвів до другої чжилійсько-фентянської війни. 23 жовтня, в розпал бойових дій, один із лідерів чжилійської кліки Фен Юсян зрадив її, відвівши війська з фронту в Пекін, де очолив державний переворот. Владу Чжилійської кліки було повалено.
У Пейфу відступив до центрального Китаю, де продовжував утримувати Хунань і Хубей до самого Північного походу Національно-революційної армії Чан Кайші.

## Лідери кліки

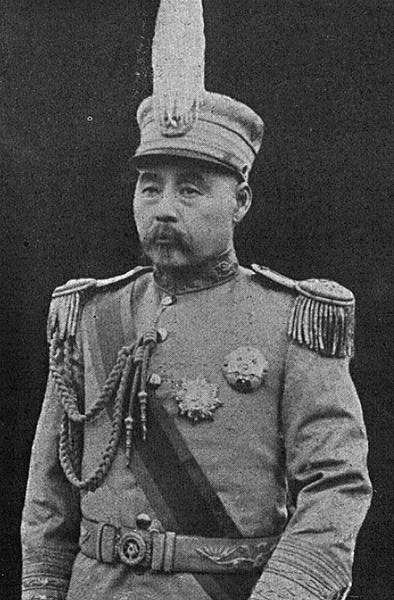
Фен Гочжан
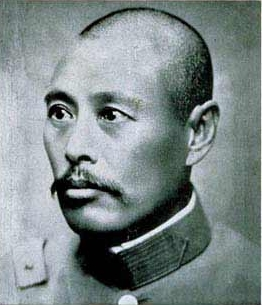
У Пейфу
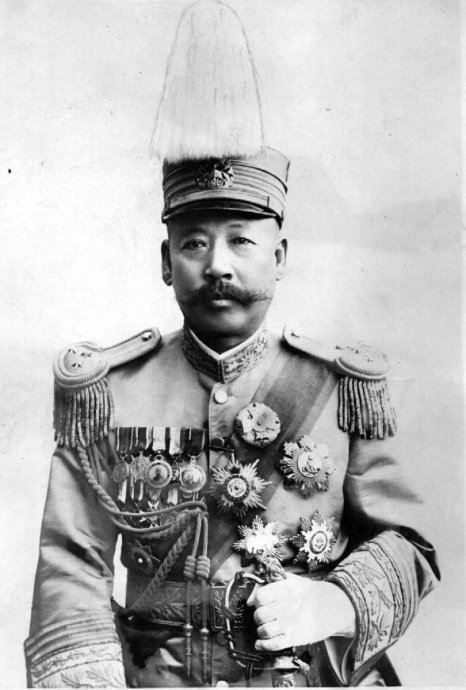
Цао Кунь
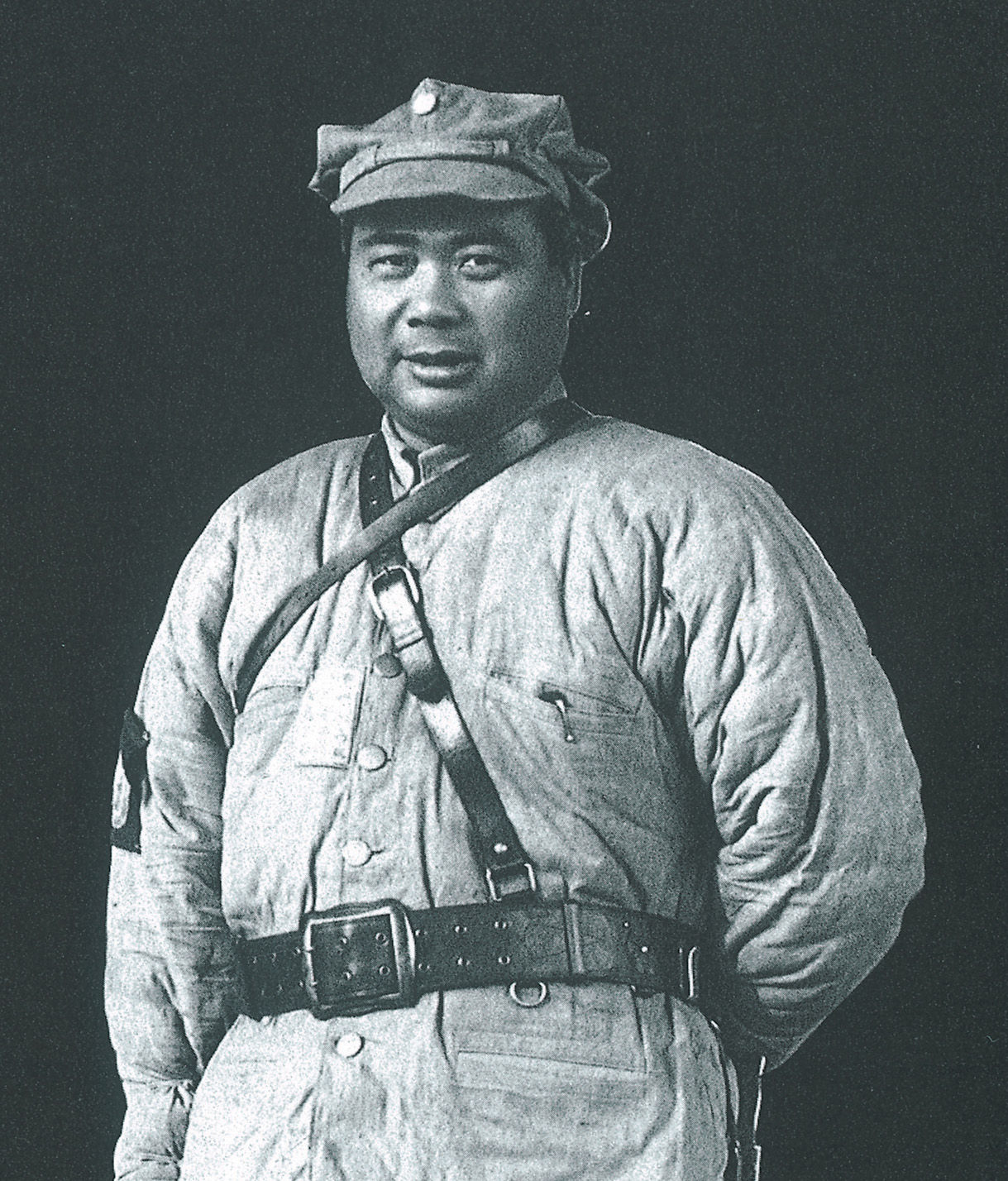
Фен Юсян